# Eurynome (Band)
Eurynome (Von Εὐρυνόμη) ist eine 2018 gegründete Atmospheric- und Funeral-Doom-Band.

## Geschichte
Das mailändische Duo Eurynome wurde Mitte des Jahres 2018 von Nicole Delacroix und Jacopo Marinelli gegründet. Das Duo wollte ein vom Funeral Doom inspiriertes Projekt mit ausgeprägter Orchestrierung und der Besonderheit ohne Gitarren zu agieren gestalten. Beide Beteiligten spielen einen E-Bass der auf 436 Hz gestimmt wurde. Die Frequenz entspräche jener der Romantik und hebe sich von der regulären Stimmung auf 440 Hz als dekadent ab. Stefanno Cavanna lobte das Ergebnis in seiner GenreenzyklopädieIl suono del Dolore. Trent’anni di Funeral Doom als „Soundtrack der letzten Reise“, dabei vermittele „die ungewöhnliche Auswahl, für die sie sich entschieden haben, […] ein uraltes, staubiges Gefühl, das nicht der Gestank der Verwesung ist, sondern ein Geruch der Verlassenheit, wie der einer leeren Gruft auf einem entweihten Friedhof.“
Am 15. November 2020 debütierte die Band mit dem Album Obsequies, dass Eurynome im Selbstverlag als Musikdownload, MC, CD und limitiertes Box-Set veröffentlichte. Die handgefertigte Box in Sargform wurde als besonders markant herausgestellt. Enthalten neben CD, MC und T-Shirt waren unter anderem eine Phiole mit vermeintlicher Graberde und der handgeschriebene Text eines Stücks des Albums auf Pergament. Das Album erfuhr insbesondere in Italien hohes Lob, erlangte dabei auch International Aufmerksamkeit als erster Auftritt einer vielversprechenden Band. Mit Obsequies habe die Band ein Debüt veröffentlicht, „das definitiv heraussticht“ und Funeral Doom „auf eine persönliche und originelle Weise“ interpretiere.

## Stil
Die Musik von Eurynome wird als Atmospheric- und Funeral-Doom besprochen. Als Besonderheit im Genre gilt der Verzicht auf den Einsatz einer E-Gitarre, deren Ausbleiben durch den Gebrauch zweier E-Bässe ausgeglichen wird. Die synthetische Orchestrierung und die E-Bässe verleihen, der Musik einen Klang der als „rustikal und antiquiert“ wahrgenommen wird. Dabei bleibe „die Produktion lebendig und klar“, was im Kontrast zu den Aufnahmen früher Interpreten des Funeral Doom steht. Delacroix und Marinelli singen in dem als „The Beauty and the Beast“ bekannten Wechselgesang aus Marinellis tiefem Growling und einem von Delacroix vorgetragenen ätherischen Klargesang.

## Diskografie
- 2020: Obsequies (Album, Selbstverlag)
- 2022: Funerals unto Ruin (Download-Single, Selbstverlag)
- 2023: Decadence in Minor (Download-Single, Selbstverlag)